# 三苯甲基自由基
三苯甲基自由基（化学式：(C6H5)3C·）是有机化学家所观测到的第一个自由基。由于苯基体积较大，三苯甲基自由基中的三个苯基不可能与中间的碳原子共平面，而是排成螺旋桨式。由于三个苯基的存在形成离域体系，故三苯甲基自由基比一般的自由基都要稳定得多。

## 历史
1900年，摩西·冈伯格（Moses Gomberg）用纯银或锌在苯等惰性溶剂中处理三苯卤甲烷得到一个白色固体。
冈伯格认为该白色固体是三苯卤甲烷的 Wurtz反应偶联产物六苯乙烷（下图中的 4）。但他随即发现这个产物比他想象中的六苯乙烷要活泼许多，例如它可以很快与碘和氧气发生作用，分别生成三苯碘甲烷和过氧化物。
“六苯乙烷”在溶液中部分离解为自由基，例如它的苯和醚溶液呈黄色，若迅速振荡，则由于和空气接触发生氧化而颜色消失，过几秒钟后黄颜色重现，继续振荡时黄颜色又消失，这样消失又出现反复多次。这是最早报道自由基存在的一个现象，尽管当时关于自由基的说明还不能为许多化学家所接受。
从上述溶液还可以分离出三苯甲基的过氧化物，白色固体，熔点 185°C。从此可以得出一个结论，即“六苯乙烷”在溶液中仅部分离解为有色的自由基，并且为可逆过程。而当溶液中的自由基遇到氧气，则形成无色的过氧化物。有多少“六苯乙烷”分解为自由基，则形成相应量的过氧化物，而当这个溶液放置时，根据勒沙特列原理，“六苯乙烷”又部分离解为自由基，并达到平衡，颜色又出现。
当将“六苯乙烷”的溶液冷却至 −196°C 时，则黄颜色消失，并且在此温度下不能与氧作用。它的1％苯溶液在 20°C 仅有 2～3％发生离解，但在 80°C 时则有 25～30％发生离解。
“六苯乙烷”离解为自由基的程度也决定于芳基的性质和浓度，一般随价电子云分散的可能性增大而增加。
1904年时有人提出“六苯乙烷”的结构实际上为醌式结构（图1中的 3），但这个说法不为当时的大多数化学家所接受，长期来人们还是一直认为存在如下平衡：
{\displaystyle {\rm {\ 2(C_{6}H_{5})_{3}C\cdot \ \rightleftharpoons \ (C_{6}H_{5})_{3}C\!-\!C(C_{6}H_{5})_{3}}}}
直到 1968 年，有人利用核磁共振谱和紫外光谱研究上述平衡体系，发现所谓“六苯乙烷”确为醌式结构。 两个三苯甲基自由基并非简单的甲基碳之间的偶联，二聚的方式为一个三苯甲基碳加到另一个自由基中苯基的对位上，形成一个环己二烯衍生物。从三苯甲基自由基的构型很容易看出，两个巨大的自由基很难彼此接近而形成六苯乙烷，而是以较小空间要求的方式形成醌式二聚体。